# Lina Ǵorčeska
Lina Ǵorčeska (cirillico Лина Ѓорческа) (Tetovo, 3 agosto 1994) è una tennista macedone.

## Carriera
Vincitrice di 14 titoli nel singolare e 45 titoli nel doppio nel circuito ITF, il 12 giugno 2017 ha raggiunto la sua migliore posizione nel singolare WTA piazzandosi 170º. Il 12 giugno 2017 ha raggiunto il miglior piazzamento mondiale nel doppio alla posizione n°116.
Giocando per la Macedonia in Fed Cup, Lina ha un record di vittorie-sconfitte di 5-1.

## Circuito WTA 125

### Doppio

#### Sconfitte (2)
| N. | Data              | Torneo                                | Superficie  | Compagna               | Avversarie in finale                 | Punteggio        |
| 1. | 11 giugno 2017    | Croatian Bol Ladies Open, Bol         | Cemento     | Aleksandrina Najdenova | Chuang Chia-jung Renata Voráčová     | 4-6, 2-6         |
| 2. | 15 settembre 2024 | Zavarovalnica Sava Ljubljana, Lubiana | Terra rossa | Jil Teichmann          | Nuria Brancaccio Leyre Romero Gormaz | 7-5, 5-7, [7-10] |

## Statistiche ITF

### Singolare

#### Vittorie (14)
| Torneo $100.000 (0) |
| Torneo $80.000 (0)  |
| Torneo $75.000 (0)  |
| Torneo $60.000 (0)  |
| Torneo $50.000 (0)  |
| Torneo $40.000 (1)  |
| Torneo $25.000 (4)  |
| Torneo $15.000 (2)  |
| Torneo $10.000 (7)  |

| N.  | Data              | Torneo                               | Superficie  | Avversaria in finale | Punteggio        |
| 1.  | 3 giugno 2012     | Trofeul Ilie Nastase, Arad           | Terra rossa | Viktória Maľová      | 4-6, 6-4, 6-3    |
| 2.  | 28 settembre 2014 | Varna Open, Varna                    | Terra rossa | Pernilla Mendesová   | 2-6, 6-4, 6-4    |
| 3.  | 21 giugno 2015    | Tarsus Cup, Tarso                    | Terra rossa | Lenka Wienerová      | 6-2, 6-4         |
| 4.  | 6 settembre 2015  | Vrnjačka Banja Open, Vrnjačka Banja  | Terra rossa | Nina Potočnik        | 6(4)–7, 6–1, 6–0 |
| 5.  | 8 novembre 2015   | GD Tennis Cup, Adalia                | Terra rossa | Aleksandra Pospelova | 6–3, 4–6, 6–0    |
| 6.  | 24 gennaio 2016   | GD Tennis Cup, Adalia                | Terra rossa | Ekaterine Gorgodze   | 1-6, 6-3, 6-2    |
| 7.  | 30 aprile 2016    | Mesir Cup, Magnesia                  | Terra rossa | Al'ona Fomina        | 6-1, 6-2         |
| 8.  | 3 luglio 2016     | ITF Stoccarda, Stoccarda             | Terra rossa | Dalila Jakupovič     | 6-2, 3-6, 6-4    |
| 9.  | 9 luglio 2017     | Open GDF SUEZ du Périgord, Périgueux | Terra rossa | Mari Ōsaka           | 6-2, 5-7, 7-6(6) |
| 10. | 24 novembre 2019  | GD Tennis Cup Series, Adalia         | Cemento     | Irina Chromačëva     | 6-3, 3-6, 6-1    |
| 11. | 1º dicembre 2019  | GD Tennis Cup Series, Adalia         | Cemento     | Oona Orpana          | 6–4, 6(5)-7, 6–1 |
| 12. | 20 novembre 2022  | Nana Heraklion, Heraklion            | Terra rossa | Miriam Bulgaru       | 6-3, 6-4         |
| 13. | 1º ottobre 2023   | Kuršumlijska Women's, Kuršumlija     | Terra rossa | Antonia Ružić        | 6-3, 6-3         |
| 14. | 1º giugno 2025    | Kuršumlijska Banja Open, Kuršumlija  | Terra rossa | Martha Matoula       | 2-6, 6-0, 6-4    |

#### Sconfitte (24)
| Torneo $100.000 (0) |
| Torneo $80.000 (0)  |
| Torneo $75.000 (0)  |
| Torneo $60.000 (4)  |
| Torneo $50.000 (0)  |
| Torneo $40.000 (1)  |
| Torneo $25.000 (8)  |
| Torneo $15.000 (1)  |
| Torneo $10.000 (10) |

| N.  | Data             | Torneo                                                   | Superficie  | Avversaria in finale | Punteggio      |
| 1.  | 12 agosto 2012   | Pirot Open, Pirot                                        | Terra rossa | Teodora Mirčić       | 3-6, 1-6       |
| 2.  | 11 agosto 2013   | Trofeul Ilie Nastase, Arad                               | Terra rossa | Anastasija Komardina | 3-6, 2-6       |
| 3.  | 13 ottobre 2013  | Ruse Open, Ruse                                          | Terra rossa | Diana Šumová         | 1-6, 3-6       |
| 4.  | 1º giugno 2014   | ITF Women's Circuit Sousse, Susa                         | Cemento     | Ana Sofía Sánchez    | 3-6, 1-6       |
| 5.  | 6 luglio 2014    | Prokuplje Open, Prokuplje                                | Terra rossa | Alexandra Nancarrow  | 6–4, 4–6, 2–6  |
| 6.  | 7 dicembre 2014  | GD Tennis Women's, Adalia                                | Terra rossa | Pia König            | 5-7, 4-6       |
| 7.  | 5 aprile 2015    | Jolie Ville Golf Women's, Sharm el-Sheikh                | Cemento     | Mariam Bolkvadze     | 1-6, 4-6       |
| 8.  | 17 maggio 2015   | Bluesun Croatia Circuit, Bol                             | Terra rossa | Anastasija Komardina | 3–6, 3–6       |
| 9.  | 24 maggio 2015   | Bluesun Croatia Circuit, Bol                             | Terra rossa | Anastasija Komardina | 3–6, 6–1, 3–6  |
| 10. | 15 novembre 2015 | GD Tennis Cup, Adalia                                    | Cemento     | Alisa Klejbanova     | 3-6, 4-6       |
| 11. | 9 luglio 2016    | Trofeo Mabo, Torino                                      | Terra rossa | Dalila Jakupovič     | 5-7, 4-6       |
| 12. | 30 aprile 2017   | Nana Trophy, Tunis                                       | Terra rossa | Richèl Hogenkamp     | 5-7, 4-6       |
| 13. | 24 marzo 2019    | Tennis Organisation Cup, Adalia                          | Terra rossa | Seone Mendez         | 4-6, 0-6       |
| 14. | 9 febbraio 2020  | Empire Women's Indoor, Trnava                            | Cemento (i) | Sof'ja Lansere       | 2-6, 3-6       |
| 15. | 17 aprile 2022   | ForteVillage ITF Trophy, Pula                            | Terra rossa | Eva Vedder           | 2-6, 3-6       |
| 16. | 24 luglio 2022   | ITS Cup, Olomouc                                         | Terra rossa | Sára Bejlek          | 2-6, 6(0)-7    |
| 17. | 27 novembre 2022 | Nana Heraklion, Heraklion                                | Terra rossa | Ekaterina Makarova   | 4-6, 7-5, 5-7  |
| 18. | 15 gennaio 2023  | Tallink Open, Tallinn                                    | Cemento (i) | Yanina Wickmayer     | 1-6, 0-2, rit. |
| 19. | 21 maggio 2023   | Kuršumlijska Women's, Kuršumlija                         | Terra rossa | Julija Avdeeva       | 1-6, 4-6       |
| 20. | 13 agosto 2023   | Osijek Open, Osijek                                      | Terra rossa | Anca Alexia Todoni   | 4-6, 3-6       |
| 21. | 17 marzo 2024    | ITF WTT Kaeline Pro Series, Larnaca                      | Cemento     | Lucija Ćirić Bagarić | 2-6, 3-6       |
| 22. | 14 luglio 2024   | Torneo Internazionale Femminile Antico Tiro a Volo, Roma | Terra rossa | Oksana Selechmet'eva | 1-6, 6(3)-7    |
| 23. | 10 agosto 2025   | Kursumlijska Women's, Kuršumlija                         | Terra rossa | Miriam Bulgaru       | 7-5, 1-6, 0-6  |
| 24. | 17 agosto 2025   | Serbian Tennis Tour, Kuršumlijska Banja                  | Terra rossa | Teodora Kostović     | 5-7, 3-6       |